# Taeke Cnossen

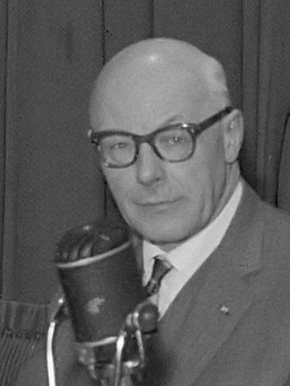
Taeke Cnossen (1961)

Taeke Cnossen (* 20. Juni 1896 in Idsega; † 12. Januar 1988 in Leeuwarden) war ein niederländischer Journalist und Funktionär.

## Leben
Cnossen wollte eigentlich gegen den Willen seines Vaters Offizier werden und schrieb einen Brief an den damaligen Kriegsminister und späteren Ministerpräsidenten Hendrikus Colijn, der später noch von großer Bedeutung für ihn werden sollte, um ihn nach dessen Meinung zu seinem Berufswunsch zu fragen. Er erhielt tatsächlich eine persönliche Antwort, in der Colijn ihn unterstützte, doch Cnossen wurde aufgrund seiner Sehschwäche schließlich aus der Armee entlassen. Er wurde zunächst Lehrling bei einer Molkerei, wanderte dann jedoch in die Vereinigten Staaten aus. Dort arbeitete Cnossen auf einem Bauernhof, doch die Dinge liefen auch hier nicht so, wie er es sich vorgestellt hatte. Nach anderthalb Jahren kam ihm zu Ohren, dass die christliche Zeitung Friesch Dagblad jemanden suchte, der möglichst über das Thema Emigration in die Vereinigten Staaten schreiben konnte. Cnossen bewarb sich und wurde angestellt, sodass er 1919 wieder in die Niederlande zurückkehrte. Nach wiederum anderthalb Jahren wechselte er von seiner Regionalzeitung zum überregionalen De Standaard, der Parteizeitung der Antirevolutionären Partei.
An seiner neuen Wirkungsstätte traf er diesmal persönlich Colijn wieder, der im vorigen Jahr die Chefredaktion von dem Partei- und Zeitungsgründer Abraham Kuyper übernommen hatte. Cnossen stieg in der Folgezeit zum Redaktionsleiter auf. Er schrieb von da an nicht nur über das Thema Emigration, sondern bereiste 1924 und 1929 Kanada und war 1927 einer der Mitgründer der „Gereformeerde Emigratie Vereeniging“ (GEV, Reformierte Emigrationsvereinigung). Diese Organisation ging 1938 in die „Christelijke Emigratie Centrale“ (CEC, Christliche Emigrationszentrale) auf, die nun im Gegensatz zum Vorgänger konfessionsübergreifend war. 1941, während der deutschen Besatzung im Zweiten Weltkrieg, trat Colijn aus Protest zurück, nachdem der vormalige Deutschlandkorrespondent des Algemeen Handelsblad Max Blokzijl, der nun Pressewächter in den Niederlanden war, als neuer Redaktionsleiter neben Cnossen der Zeitung aufgezwungen wurde. Cnossen beerbte nun Colijn und blieb bis 1943 Chefredakteur des Standaard in einer Zeit, in der die niederländische Presse sich unter der Kontrolle der Nationalsozialisten befand. Er hielt Blokzijl von der Zeitung so fern wie möglich, der diese dann auch nach vier Monaten wieder verließ. Schließlich fiel Cnossen im November 1943 den deutschen Auflagen zum Opfer, als er wegen eines Konflikts über die Übernahme von Artikeln und Bildunterschriften entlassen wurde und seinen Posten an den Kunstredakteur H. Burger abgeben musste. Die Zeitung wurde kurz darauf eingestellt und überließ nach dem Krieg der ebenfalls protestantischen vormaligen Untergrundzeitung Trouw freiwillig das Feld.
Cnossen wurde zunächst wieder Bauer. Nach dem Krieg erhielt er von Jan Bruins Slot, dem Chefredakteur von Trouw, das Angebot Mitarbeiter seiner Zeitung zu werden, lehnte dieses jedoch ab. Stattdessen wurde Cnossen zusätzlich zu seiner Mitgliedschaft in der CEC auch Direktor der 1946 gegründeten „Centrale Stichting Landbouw Emigratie“ (CSLE, Zentrale Landwirtschaftsemigrationsstiftung). 1968 erschien mit seinem Buch „Mensen en meningen / journalistieke en politieke herinneringen“ ein persönlicher Rückblick.

## Werke
- Dwars door Canada, Drukkerij Holland (Amsterdam), 1927
- Mensen en meningen / journalistieke en politieke herinneringen, Buijten en Schipperheijn (Amsterdam), 1968

## Ehrungen
- 1952: Offizier des Ordens von Oranien-Nassau

### Hauptquelle
- Porträt auf der Website der Stichting Cnossen-Knossen (niederländisch)

### Weitere Quellen
- Peter Bak: De Antirevolutionaire Partij „ondergronds“, in: George Harinck, Roel Kuiper, Peter Bak (Hrsg.): Anti-Revolutionaire Partij 1829–1980, Verloren, Hilversum 2001, ISBN 90-6550-664-0 (niederländisch)
- René Kok: Max Blokzijl: Stem van het nationaal-socialisme, Sijthoff, Amsterdam 1988, ISBN 90-218-0231-7 (niederländisch)

| Personendaten    | Personendaten                              |
| ---------------- | ------------------------------------------ |
| NAME             | Cnossen, Taeke                             |
| KURZBESCHREIBUNG | niederländischer Journalist und Funktionär |
| GEBURTSDATUM     | 20. Juni 1896                              |
| GEBURTSORT       | Idsega, Niederlande                        |
| STERBEDATUM      | 12. Januar 1988                            |
| STERBEORT        | Leeuwarden, Niederlande                    |